# Forever Young (песня Blackpink)
«Forever Young» — песня, записанная южнокорейской женской группой Blackpink, и вторая песня из их первого мини-альбома Square Up. Он был написан и продюсирован Тедди и Future Bounce. Согласно GAON, песня была продана в количестве 2 500 000 цифровых загрузок в Корее, что сделало ее пятой песней группы, достигшей такого результата, и второй песней, получившей платиновый сертификат Корейской ассоциации музыкального контента (KMCA).
Японская версия песни была включена в первый японский студийный альбом группы Blackpink in Your Area.

## Предыстория и композиция
Песня была записана в 2015 году, до официального дебюта Blackpink в августе 2016 года. После официального выпуска песни в Instagram появилось видео от 15 ноября 2015 года, на котором фанат 2NE1 случайно записал отрывок из неизвестного на тот момент трека за пределами здания YG Entertainment в Сеуле. На видео участницы Розэ и Лиса поют свои строки из первого куплета.
«Forever Young» был написан и спродюсирован Тедди и Future Bounce. Он длится три минуты пятьдесят семь секунд. Тамар Херман из Billboard охарактеризовала «Forever Young» как пляжную песню, основанную на мумбатон, в которой они заявляют, что Blackpink — это «революция». Она также отметила использование в песне ненормативной лексики на английском языке, что она назвала редкостью в музыке, выпускаемой женскими группами K-pop.

## Видео танцевальной практики
20 июня 2018 года на официальном YouTube канале Blackpink было выпущено видео с танцевальной практикой на песню «Forever Young». По состоянию на февраль 2021 года у него более 170 миллионов просмотров и 2,8 миллиона лайков.

## Коммерческая деятельность
Песня заняла 2-е место в цифровом чарте GAON и оставалась в чарте 25 недель. Песня также заняла 2-е место в большинстве корейских чартов реального времени, в первую очередь на MelOn. Он также занял 2, 4, 10 и 36 строчки в K-pop Hot 100, чарте Billboard World Digital Song Sales, чарте RMNZ Hot Singles и Billboard Japan Hot 100 соответственно.
Песня стала платиновой (загрузка) Gaon и KMCA за 2,5 миллиона цифровых загрузок.

## Живые выступления
«Forever Young» был включен в сет-лист «Blackpink Arena Tour» в Японии и «Blackpink World Tour [In Your Area]». Во время SBS Gayo Daejeon 2018, прошедшего 25 декабря 2018 года, Blackpink исполнили попурри из «Solo», «Ddu-Du Ddu-Du» и «Forever Young». 12 февраля 2019 года Blackpink исполнили «Forever Young» вместе с «Ddu-Du Ddu-Du» на Good Morning America и 23 января 2019 года на восьмом Gaon Chart Music Awards.. Песня была исполнена во время выступления группы на фестивале музыки и искусств в долине Коачелла в 2019 году как часть их сет-листа из 11 песен.

## Японская версия
Первый японский альбом Blackpink, «Blackpink in Your Area», был выпущен в цифровом формате 23 ноября 2018 года, а 5 декабря в физическом формате альбома вошла японская версия песни «Forever Young».

## Награды и номинации
| Год  | Награда                         | Категория         | Результат | Ссылка |
| ---- | ------------------------------- | ----------------- | --------- | ------ |
| 2019 | Восьмой Gaon Chart Music Awards | Песня года — июнь | Номинация | [ 13 ] |

## Кредиты и персоналы
Персоналы
- Blackpink — Вокал
- Тедди Пак — Автор текста, композитор, аранжировщик
- Future Bounce — Композитор, аранжировщик
- R.Tee — Аранжировщик

## Чарты
| Чарт (2018)                        | Высшая позиция |
| ---------------------------------- | -------------- |
| Япония (Billboard Japan Hot 100)   | 36             |
| New Zealand Hot Singles (RMNZ)     | 10             |
| Malaysia (RIM)                     | 5              |
| Singapore (RIAS)                   | 2              |
| South Korea (Hot 100)              | 2              |
| South Korea (Gaon)                 | 2              |
| US World Digital Songs (Billboard) | 4              |

| Чарт (2018)        | Высшая позиция |
| ------------------ | -------------- |
| South Korea (Gaon) | 6              |

| Чарт (2018)        | Позиция |
| ------------------ | ------- |
| South Korea (Gaon) | 32      |
| Чарт (2019)        | Позиция |
| South Korea (Gaon) | 176     |

## Сертификаты
| Регион                                                       | Сертификация | Продажи      |
| ------------------------------------------------------------ | ------------ | ------------ |
| Республика Корея (KMCA)                                      | Платиновый   | 2 500 000*   |
| Республика Корея (KMCA)                                      | Платиновый   | 100,000,000* |
| * Данные о продажах приведены только на основе сертификации. |              |              |

## История релиза
| Регион  | Дата          | Формат                     | Лейбл                         | Ссылка |
| ------- | ------------- | -------------------------- | ----------------------------- | ------ |
| Мировой | Июнь 15, 2018 | Цифровые загрузки стриминг | YG Entertainment, Genie Music | [ 26 ] |